# Ґмерк
Ґмерк (від нім. Gemerk) — особистий, родинний, цеховий знак; міщанський герб; перстень із печаткою. 
Спочатку наносили на гончарні вироби та на мури кам'яниць як знаки ремісників. Згодом власники ставили ґмерки на своїх предметах, тваринах, виробах або будівлях. Ґмерки також використовували як геральдичні фігури.

## Галерея

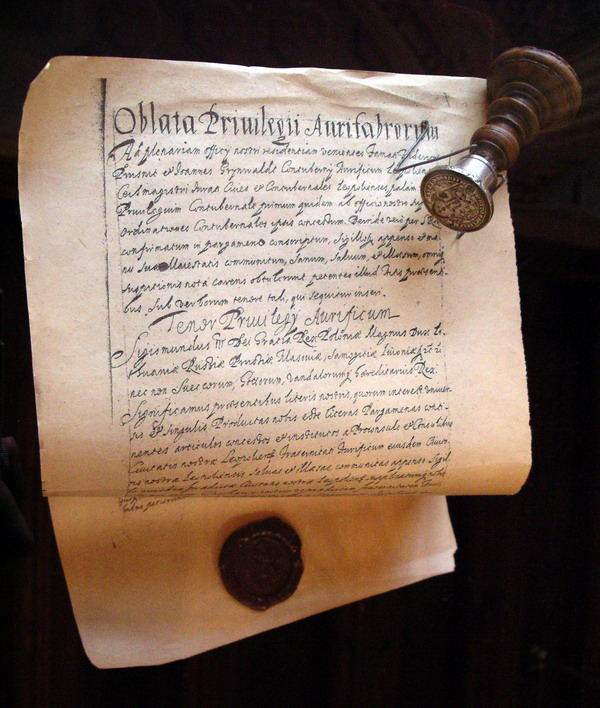
Ґмерк на печатці цеху львівських ювелірів, 1600 р. ЛІМ
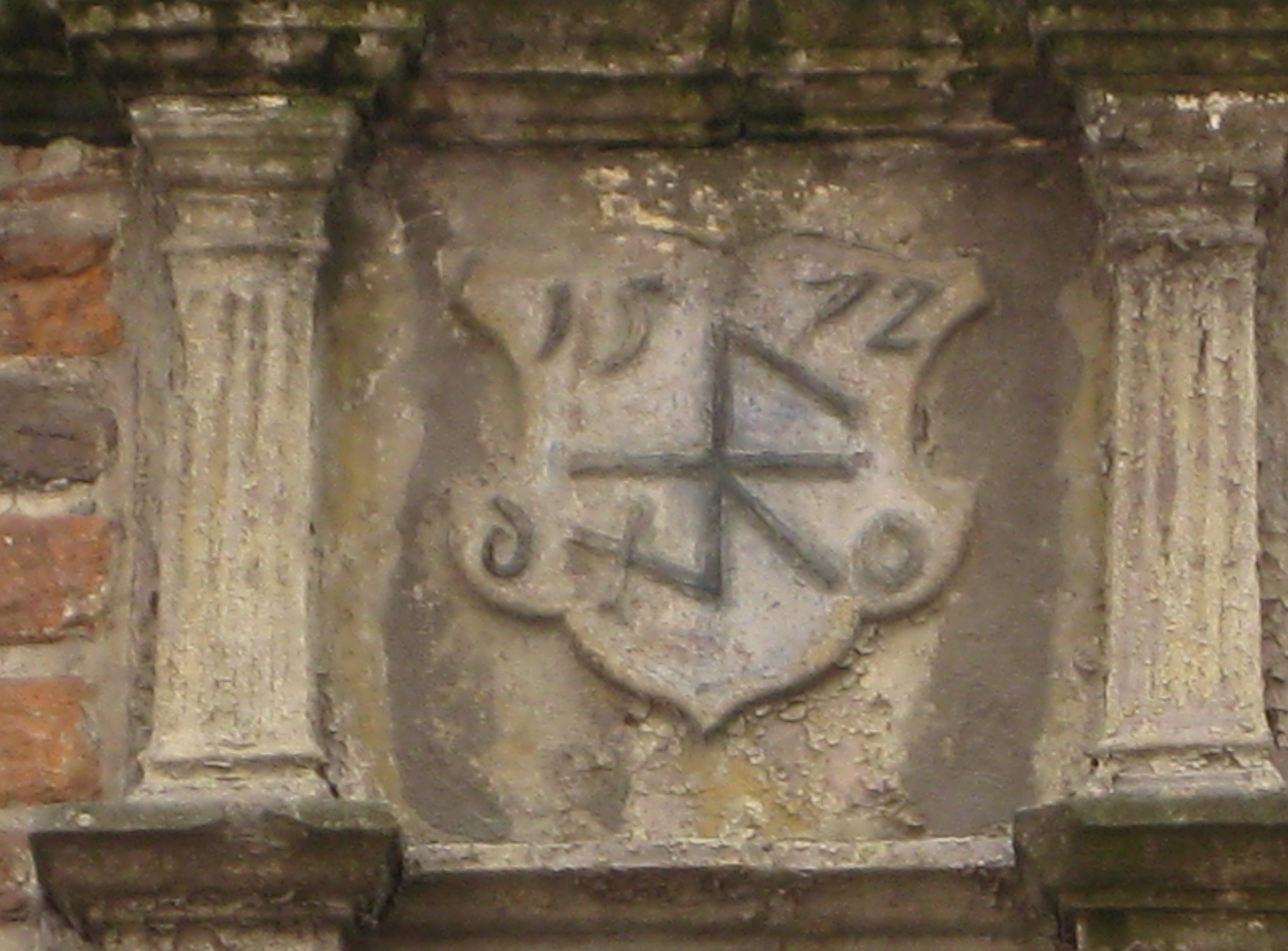
Ґмерк на будинку. Німеччина, 1572
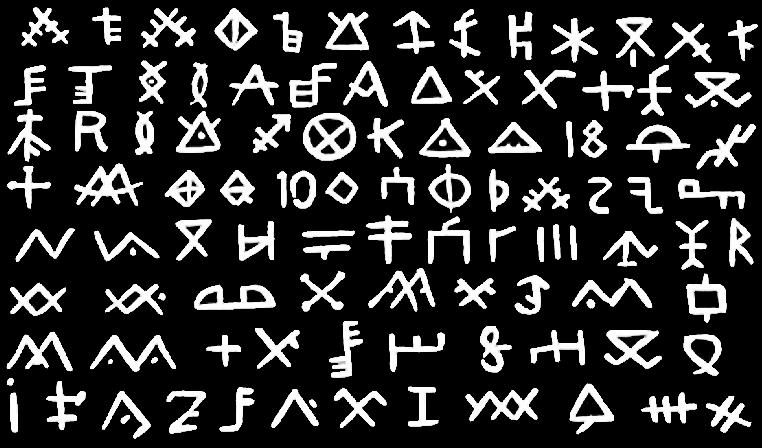
Ґмерки на естонських будинках. Острів Сааремаа.
«Мірки[pl]» (ґмерки) кашубських рибалок, ХІХ ст.